# فاليري هو
فاليري وايلين هو (بالإنجليزية: Valerie Hu)‏ هي أستاذة كيمياء حيوية وعالمة في البيولوجيا الجزيئية في جامعة جورج واشنطن حيث تُركز في دراساتها على المؤشرات الحيوية لمرض التوحد.

## التعليم
حصلت فاليري على درجة البكالوريوس من جامعة هاواي (1972) ثم نالت شهادة الدكتوراه من معهد كاليفورنيا للتكنولوجيا (1977)؛ ثم أجرت أبحاث ما بعد الدكتوراه في مجال الكيمياء الحيوية والمناعة في جامعة كاليفورنيا في لوس أنجلوس.

## البحث
خلال أبحاثها كانت تعمل فاليري على تصنيف الأطفال الذين يعانون من التوحد إلى مجموعات فرعية على أساس المقابلة التشخيصية التي تُجريها معهم؛ فتقوم بوضع درجات لكل مجموعة ونتيجة لذلك وجدت أن تعدد أشكال النوكليوتيدات المفردة يسمح بتشخيص التوحد في سن مبكرة وبنسبة تزيد عن الـ 98٪ من الدقة. وقد أثبتت الأبحاث في وقت لاحق أن مستويات اثنين من البروتينات التي تنتجها الجينات والتي تسبب في ظهور تغيرات على مستوى الحمض النووي هي المسببة «للطفرة» وإذا ما خفض إنتاجها في أدمغة الأطفال فقد تُقلل من المرض وتخفف من خطورته. وعلى أساس هذه النتيجة اقترحت استخدام الأدوية التي تمنع الجينات من إنتاج تلك البروتينات وذلك كحل مفيد في علاج مرض التوحد.